# 魯戈瓦

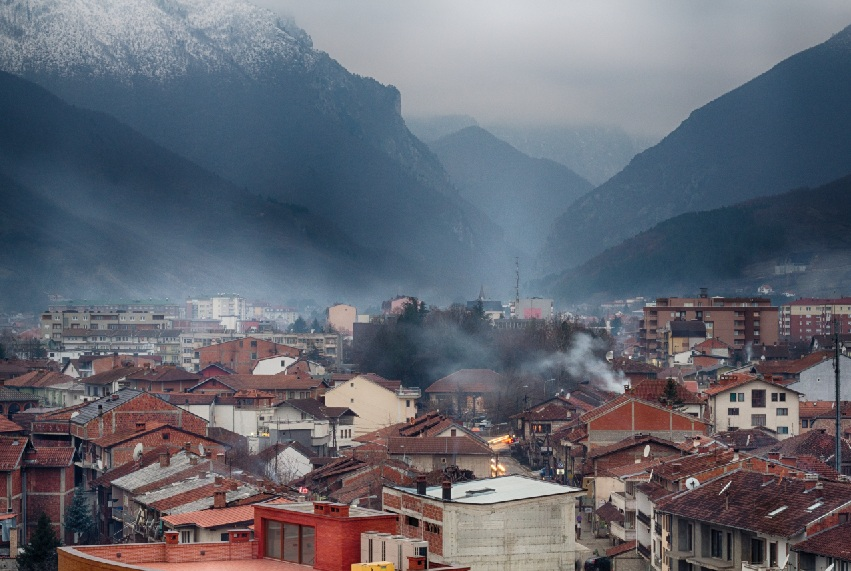
從佩奇遠眺魯戈瓦山區

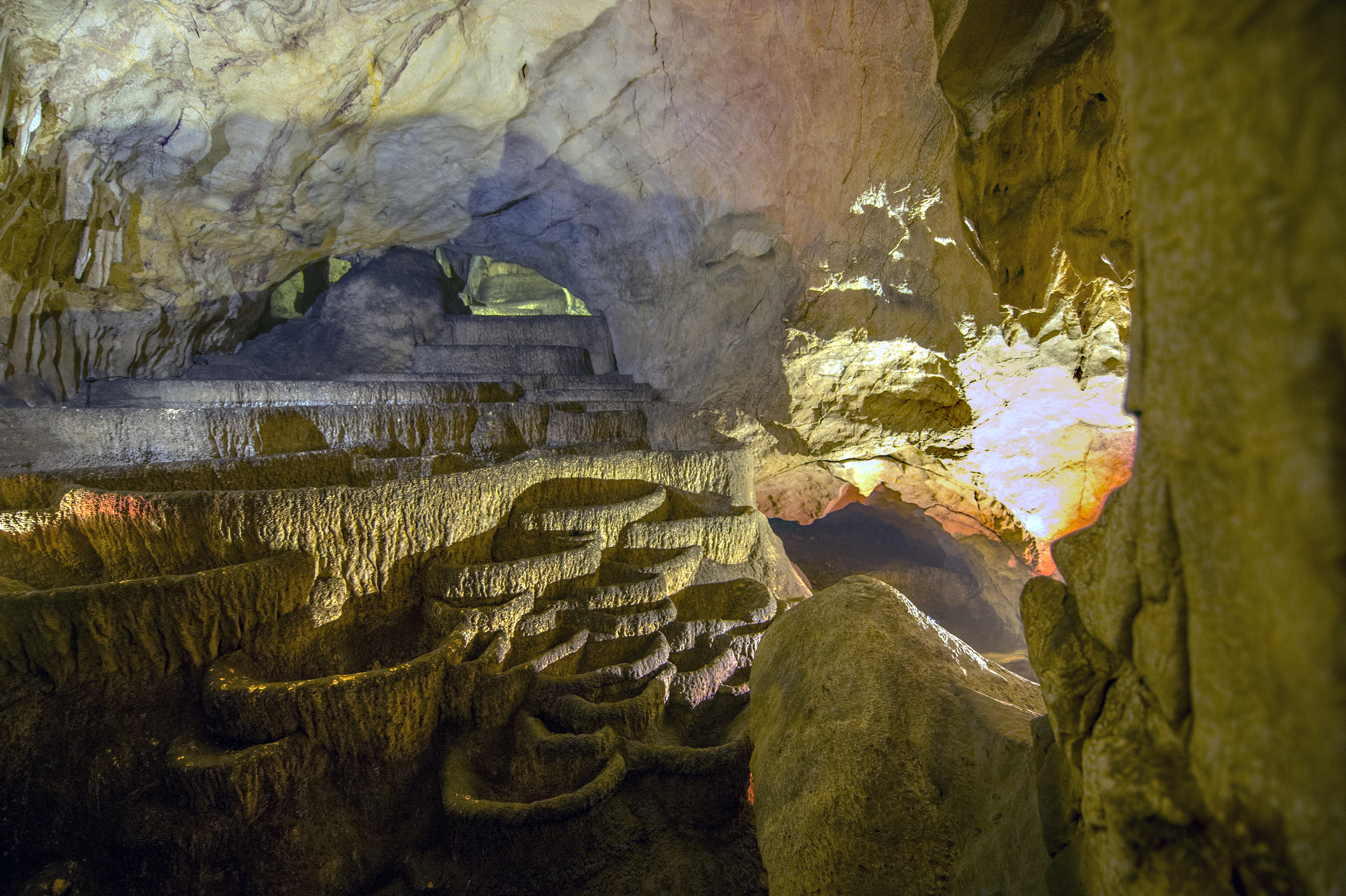
Bukuroshja e Fjetur洞穴

魯戈瓦 (阿爾巴尼亞語：或者)是位於科索沃佩奇市西北部的山區。根據魯戈瓦的記錄，這裡從12世紀以前就有人居住了。2013年科索沃議會將其劃分為國家公園。
魯戈瓦是一個民族誌多樣化的地區，對詞彙學、詞源學和專名學等文學分支具有重要意義。魯戈瓦是健行、滑雪、登山、滑翔傘和野餐的理想地區。
它被國際滑雪聯合會（ISF）評為第四個最重要的冬季運動中心。此外，於2013年4月佩奇以「巴爾幹半島之峰」計畫榮獲「明日旅遊」獎。
魯戈瓦擁有豐富的地形元素，如洞穴、瀑布、冰川湖、高山、隧道等。最高峰是 哈吉那，海跋高2403米。從 Qafa e Qyqes（庫楚之頸）可以俯瞰整個佩奇市。 Guri i Kuq海跋高1522米，擁有傑拉維察（Gjeravica）、特羅梅賈（Tromedja）、瑪麗亞斯峰（Maja e Mariashit）的山峰、鐵峰（Maja e Hekurave）、什克爾森（Shkëlzeni） 和普拉夫湖。 維耶拉克峰（Maja e Vjelakut）也是超過海跋2000米處的高峰。
一條via ferrata（鐵道）從佩奇出發長達4公里，是巴爾幹半島中唯一的一條。
儘管自南斯拉夫解體後和科索沃獨立後魯戈瓦居民因生育率持續下降和原居民遷出市區導致該地人口大幅減少，但魯戈瓦的原始溫帶森林植披仍提供良好的生活條件，例如空氣清新、寧靜而自然的環境，居住面積大等。

## 名稱來源

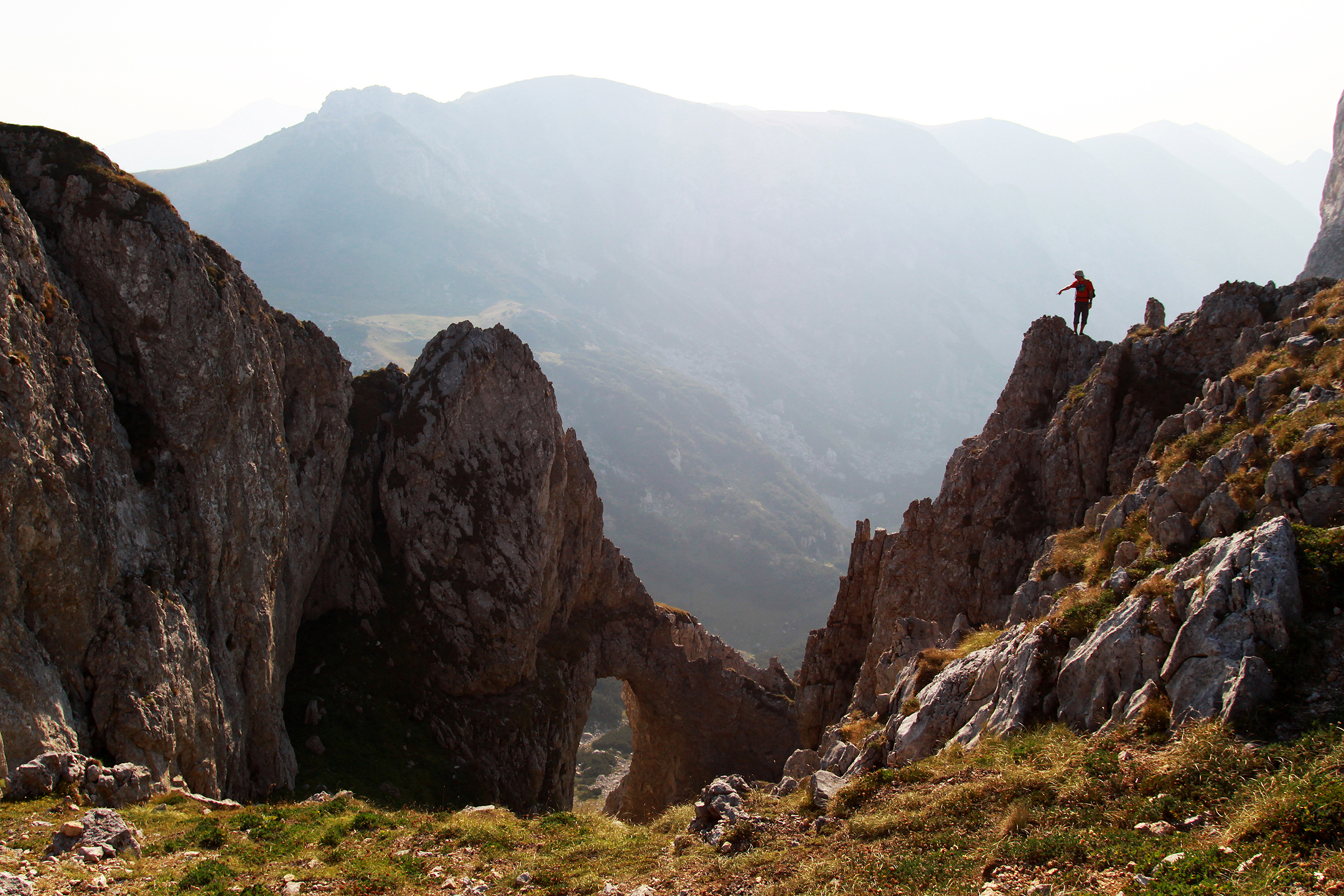
Lugu i Shkodres

“Rugovë”一詞源自“rrugë”一詞，意思是“街道”，因為許多非常重要的道路穿過該地區。連接阿爾巴尼亞和黑山的唯一路線經過魯戈瓦。最古老的名稱「Shtupel」可以追溯到1292年，它代表魯戈瓦的兩個村莊：Shtupeqi i madh 和 Shtupeqi i vogël。這個術語的含義來自“stëp”一詞，意思是參與牛奶、起司和優格等乳製品製造的個人。

## 氣候

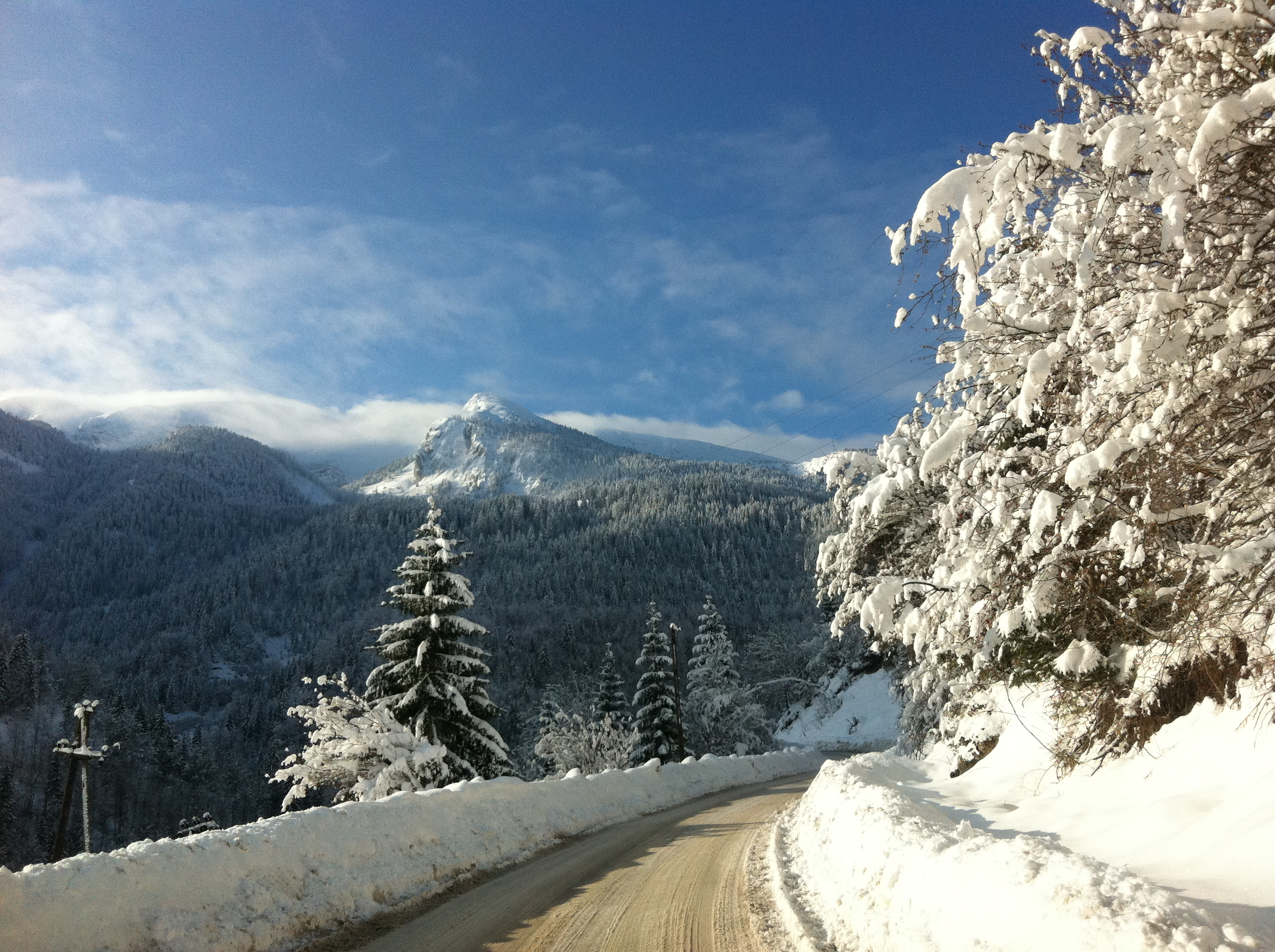
魯戈瓦的冬季景象

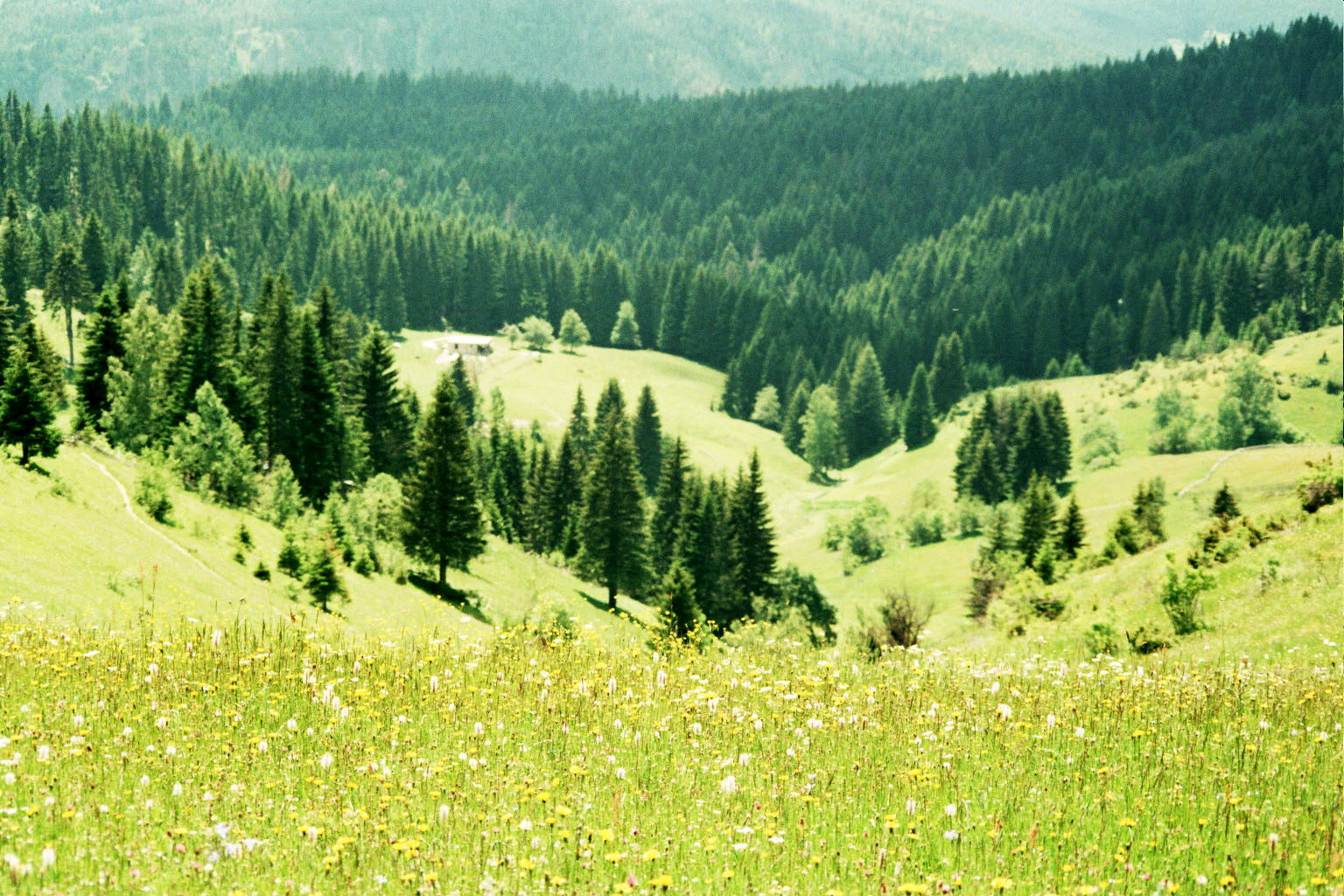
魯戈瓦的春季景象

魯戈瓦受詛咒山脈包圍影響，屬於潮濕的溫帶大陸性氣候，而且由於只有3個月平均低溫高於10度也被歸類為亞寒帶氣候）。魯戈瓦的夏季較短暫而溫暖，日間高溫約在20至25度左右、冬季極為漫長而嚴酷並常有冰雹、暴風雪、寒潮帶來的猛烈季候風吹襲；天氣較和暖/清涼的春季來得晚而秋季來得早，春秋兩季極短暫，一年四季更替速度很快。高降水量是源於亞得里亞海氣團與來自東北歐的寒潮衝突的結果。最大降水量為12月，全區域平均有300毫米的降水（但大多為雪或雨夾雪），最小降水量為7月，全區域平均只有不足30毫米的降水。
從深秋直到初夏，一旦有較強寒潮南下其較高海跋的山峰乃至海跋較低的大部分地區上都會有明顯降雪現象，有時更會因為嚴重的暴風雪現象導致道路被大雪封鎖、長時間停水停電、暖氣供暖（以火爐取暖的魯戈瓦不常見）乃至物資運輸也會中斷，所以冬季的魯戈瓦很少有國際遊客前往探索且很少原居民會在魯戈瓦冬季留守。其冬季積雪深度可從30厘米到2米以上，是巴爾幹半島的豪雪地帶。
魯戈瓦國家公園的大部份地區（不包括海跋2000米以上地區的山峰）的季度平均溫度為：春季零下6度至10度；夏季10度至25度；秋季零下3度至14度；冬季零下7度至零下20度。其氣候較東歐乃至東北歐（不包括俄羅斯歐洲部分）的大部份平地寒冷，與羅馬尼亞和保加利亞的喀爾巴幹山脈地帶溫度類似。

## 交通

### 小巴
目前只有一條小巴路線可以由科索沃佩奇小巴總站前往魯戈瓦國家公園範圍內，小巴會途經魯戈瓦山谷最主要道路並駛進滑雪勝地博格（Bogë）的小巴總站。平日每天只有一班小巴前往，若遇上假期和天氣惡劣（如暴風雪、暴雨、猛烈陣風）時會在不通知的情況下停駛。

### 的士
除了小巴外另一個能夠從科索沃平原地區進入魯戈瓦國家公園的交通工具就只有的士，從佩奇進入魯戈瓦國家公園內各地的收費約15至40歐元左右。

## 旅遊業
魯戈瓦國家公園未成立之前極少有外國遊客前往，這是由於科索沃戰爭和交通極為不便所造成。自從魯戈瓦的國家公園於2013年成立後，開始有愈來愈多的外國背包客前往探索；但與同屬巴爾幹半島國家克羅地亞般的遊客過多情況相比之下，科索沃魯戈瓦的遊客人數仍然很少，每年約有數千名外國遊客前往魯戈瓦國家公園。